# Orwell (Ohio)
Pour les articles homonymes, voir Orwell.
Orwell est un village américain situé dans le comté d'Ashtabula, dans l'Ohio. Selon le recensement de 2010, sa population est de 1 660 habitants.